# Plectrocnemia ventralis
Plectrocnemia ventralis là một loài Trichoptera hóa thạch trong họ Polycentropodidae.